# Бабурин, Алексей Васильевич
Алексей Васильевич Бабурин (р. 11 января 1949, с. Ивановка) — народный депутат Украины III—VI созывов. Первый секретарь Запорожского обкома КПУ с 1994 года, член Президиума ЦК КПУ с 2003 года.

## Биография
Родился 11 января 1949 года в селе Ивановка Брянской области. В 1952 году вместе с родными переехал в Макеевку Донецкой области.
Окончил Днепропетровский химико-технологический институт по специальности «Технология электрохимического производства», химик-технолог (1966—1971). Окончил Киевский институт политологии и социального управления (1991), политолог (там же, как отмечают, познакомился с Петром Симоненко)
По окончании института отслужил два года (1971—1973) в армии.

### Запорожский автомобилестроительный завод
С 1973 по 1998 гг. работал на Запорожском автомобильном заводе. В 1973—1983 годах — мастер, старший мастер, заместитель начальника цеха металлопокрытия, заместитель секретаря парткома завода; в 1983—1991 годах — секретарь парткома завода; в 1991—1998 — заместитель начальника управления по материально-техническому снабжению, заместитель, 1-й заместитель коммерческого директора завода; с 1996 по 1998 год — заместитель коммерческого директора ОАО «АвтоЗАЗ». С 1982 года курировал футбольный клуб «Торпедо» (с 1994 года — президент клуба).
Со снятием в 1994 году запрета на деятельность компартии вступил в её ряды и возглавил Запорожский обком.
В 1996—1998 гг. — депутат Запорожского областного совета от КПУ.

### Верховная Рада Украины
С 1998 года — народный депутат Украины III, IV, V, VI созывов.
- 03.1998—04.2002 — народный депутат Верховной Рады Украины 3-го созыва (по избирательному округу № 75 Запорожской области). Набрал 21705 голосов, что составило 19,8 % проголосовавших[5]. Внёс поправки в закон об операциях с металлоломом, лоббировал государственную поддержку АвтоЗАЗ[6][7][8]. Участвовал в рассмотрении Конституционным судом вопроса о приватизации государственного жилфонда[9]. Доверенное лицо кандидата в президенты Петра Симоненка[10]. Член Комитета по зарубежным делам и связям с СНГ (с 07.1998).
- 04.2002—05.2006 — народный депутат Верховной Рады Украины 4-го созыва (от КПУ, № 23 в списке)[11]. Член Комитета по вопросам экономической политики, управления народным хозяйством, собственности и инвестиций (с 06.2002).
- 03.2006—11.2007 — депутат Запорожского облсовета
- 05.2006—11.2007 — народный депутат Верховной Рады Украины 5-го созыва (от КПУ, № 21 в списке)[12]. Секретарь Комитета по вопросам транспорта и связи (с 07.2006).
- с 11.2007 — народный депутат Верховной Рады Украины 6-го созыва (от КПУ, № 13 в списке)[13]. Член Комитета по вопросам транспорта и связи (с 12.2007)[14]. Из четырнадцати законопроектов, поданых, в том числе, от имени Бабурина, были приняты три[15].

Бабурин отстаивал интересы бизнесмена Константина Григоришина в отношении Запорожтрансформатора, ФК Динамо.
Награждён орденом дружбы народов.
Женат, трое детей.